# Бригинцы (Бобровицкий район)
Бригинцы́ (укр. Бригинці́) — село, расположенное на территории Бобровицкого района Черниговской области (Украина) на берегу реки Недра.
Население составляет 326 жителей (2006 год). Плотность населения — 196,98 чел/кв.км.
Впервые упоминается в 1750 году. Село находится в зоне умеренно континентального климата.
Национальный состав представлен преимущественно украинцами, конфессиональный состав — христианами.